# هیت‌برید
هیت‌برید (به انگلیسی: Hatebreed) یک گروه متال‌کور آمریکایی از کنتیکت می‌باشد که در سال ۱۹۹۴ تشکیل شد.

## اعضا

### اعضای کنونی
- جیمی جاستا: خواننده  (۱۹۹۴ تا کنون)
- کریس بیتی: بیس  (۱۹۹۴ تا کنون)
- وین لازینک: گیتار  (۱۹۹۴ تا ۱۹۹۶، ۲۰۰۹ تا کنون)
- مت بایرن: درام  (۲۰۰۱ تا کنون)
- فرانک نووینک: گیتار  (۲۰۰۶ تا کنون)

### اعضای پیشین
- لری دوایر، جونیور. گیتار  (۱۹۹۴ تا ۱۹۹۶)
- دیو راسو: درام  (۱۹۹۴ تا ۱۹۹۶)
- نیک «نیکل پی» پاپانتونیو: درام  (۱۹۹۶ تا ۱۹۹۷)
- مت مک‌اینتاش: گیتار  (۱۹۹۶ تا ۱۹۹۹)
- لو «بولدر» ریچاردز: گیتار  (۱۹۹۶ تا ۲۰۰۲) (مرحوم)
- جیمی «پوش‌باتم» ماکینهاپت: درام  (۱۹۹۷ تا ۱۹۹۹)
- ریگ راس: درام  (۱۹۹۹ تا ۲۰۰۱)
- شان مارتین: گیتار  (۱۹۹۹ تا ۲۰۰۹)